# کادولن
کادولن (به هلندی: Kadoelen) یک منطقهٔ مسکونی در هلند است که در آمستردام واقع شده‌است.